# Caroline Zhang
Caroline Zhao Zhang (Boston (Massachusetts), 20 mei 1993) is een Amerikaans voormalig kunstschaatsster. Ze werd in 2007, op dertienjarige leeftijd, wereldkampioene bij de junioren en won tweemaal brons (2010, 2012) bij de viercontinentenkampioenschappen.

## Biografie
Zhang, opgegroeid in een Chinees-Amerikaans gezin, begon op vijfjarige leeftijd met kunstschaatsen. Ze had talent en acteerde spoedig op regionale en landelijke kampioenschappen. In het seizoen 2005/06 werd de twaalfjarige Zhang achtste bij de NK junioren. Ze beleefde het jaar erop haar doorbraak toen ze goud won bij de Junior Grand Prix-finale. Verrassend verloor ze van leeftijdgenote Mirai Nagasu op de nationale kampioenschappen voor junioren, maar Zhang versloeg Nagasu in 2007 wel bij de WK junioren.
In 2008 nam ze voor het eerst deel aan de nationale kampioenschappen voor senioren. Ze werd vierde, maar voldeed net als de nummers één (Nagasu) en twee (Rachael Flatt) nog niet aan de leeftijdseisen om deel te nemen aan de WK. Enkel de zestienjarige Ashley Wagner (brons) was oud genoeg om naar de WK te gaan; de anderen werden in 2008 afgevaardigd op de WK voor junioren. Daar werd Zhang tweede. In 2009 veroverde ze brons bij de NK, won ze weer zilver bij de WK voor junioren en werd ze vierde bij de 4CK. Hoewel ze als juniore voortvarend van start ging, heeft ze door blessures en conflicten met coaches nooit een succesvolle overstap naar de senioren weten te maken. Haar beste prestatie is tweemaal brons bij de viercontinentenkampioenschappen in 2010 en in 2012. In 2015 werd Zhang geopereerd aan haar heup, waardoor ze het seizoen 2015/16 moest overslaan. Ze maakte in 2017 een comeback en werd vijfde op de nationale kampioenschappen, haar hoogste klassering op de NK in vijf jaar.
Zhang huwde op 18 augustus 2018 met kunstschaatser Grant Hochstein; zijn getuige was Jason Brown. Het koppel heeft samen één kind, een dochter.

## Belangrijke resultaten
| Kampioenschap                | 04/05  | 05/06 | 06/07  | 07/08  | 08/09  | 09/10         | 10/11         | 11/12         | 12/13         | 13/14         | 14/15         |               | 16/17         | 17/18         |
| ---------------------------- | ------ | ----- | ------ | ------ | ------ | ------------- | ------------- | ------------- | ------------- | ------------- | ------------- | ------------- | ------------- | ------------- |
| Viercontinentenkampioenschap |        |       |        |        | 4e     | Brons         |               | Brons         |               |               |               |               |               |               |
| Grand Prix-finale            |        |       |        | 4e     |        |               |               |               |               |               |               |               |               |               |
| Nationaal kampioenschap      |        |       |        | 4e     | Brons  | 11e           | 12e           | 4e            | 11e           | 19e           | 17e           |               | 5e            | 11e           |
| WK junioren                  |        |       | Goud   | Zilver | Zilver | geen deelname | geen deelname | geen deelname | geen deelname | geen deelname | geen deelname | geen deelname | geen deelname | geen deelname |
| Junior Grand Prix-finale     |        |       | Goud   |        |        | geen deelname | geen deelname | geen deelname | geen deelname | geen deelname | geen deelname | geen deelname | geen deelname | geen deelname |
| NK junioren                  | 4e (*) | 8e    | Zilver |        |        | geen deelname | geen deelname | geen deelname | geen deelname | geen deelname | geen deelname | geen deelname | geen deelname | geen deelname |

(*) = bij de novice